# Desmodium kulhaitense
Desmodium kulhaitense är en ärtväxtart som beskrevs av David Prain. Desmodium kulhaitense ingår i släktet Desmodium och familjen ärtväxter. Inga underarter finns listade i Catalogue of Life.